# Megaulacobothrus shenmuensis
Megaulacobothrus shenmuensis är en insektsart som först beskrevs av Zheng, Z. och G. Ren 1993.  Megaulacobothrus shenmuensis ingår i släktet Megaulacobothrus och familjen gräshoppor. Inga underarter finns listade i Catalogue of Life.